# Tommy Leishman
Thomas „Tommy“ Leishman (* 3. September 1937 in Stenhousemuir; † 21. Juli 2021 in Bannockburn) war ein schottischer Fußballspieler und -trainer. Er war vor allem bekannt als linker Außenläufer des FC Liverpool, als diesem im Jahr 1962 die Rückkehr aus der zweiten Liga gelang. Zuvor hatte er bereits mit dem FC St. Mirren den schottischen Pokal geholt. Zur Mitte der 1960er Jahre war er Spielertrainer des nordirischen Linfield FC, gewann mit diesem 1966 die Meisterschaft und erreichte im Europapokal der Landesmeister das Viertelfinale.

## Sportlicher Werdegang
Nachdem Leishman bei den heimischen Camelon Juniors seine Jugendzeit verbracht hatte, schloss er sich 1955 dem schottischen Profiklub FC St. Mirren an. Ursprünglich bevorzugte er die Position des Mittelläufers, aber schon bald wurde er in St. Mirren auf die Außenposition versetzt. Seinen Sprung in die erste Mannschaft verdankte er in erster Linie dem Mannschaftskapitän David Lapsley, der nebenbei das Nachwuchsteam trainierte. In seiner letzten Saison 1958/59 für den Verein bestritt er 16 Pflichtspiele und dabei gewann er den schottischen Pokal. Dadurch zog er das Interesse des englischen Zweitligisten FC Liverpool auf sich, zumal er sich bereits in den Fokus der schottischen U23-Auswahl manövriert hatte. Als „Mittelfeldmotor“ stand er für eine gute Physis und Ausdauerfähigkeit, womit er für den englischen Fußball prädestiniert erschien. Liverpool nahm ihn schließlich im November 1959 unter Vertrag. Er war damit nach Tom Morrison in den 1920er-Jahren der zweite schottische Spieler, der als frisch gebackener Pokalsieger des FC St. Mirren zum FC Liverpool stieß.
In der ausgehenden Saison 1959/60 absolvierte er für die „Reds“ 15 der letzten 19 Ligapartien. Auch in den folgenden zwei Jahren war Leishman Stammspieler auf der linken Halbposition und bestritt 81 von 84 möglichen Zweitligaspielen. Er gehörte somit zu den zentralen Säulen, die dem FC Liverpool in der Spielzeit 1961/62 als Zweitligameister die Rückkehr in die höchste englische Spielklasse bescherten. Trainer Bill Shankly hatte dabei seit Beginn der 1960er-Jahre darauf gebaut, dass die Außenläufer mehr Unterstützung im Angriffsspiel leisten. Er zog dazu Halbstürmer wie Jimmy Harrower etwas zurück, um den gegnerischen Läufer aus seiner Position herauszuziehen und die daraus entstandenen Lücken nutzten dann die eigenen Außenläufer wie Leishman oder Johnny Wheeler für Liverpooler Offensivaktionen. Shankly lobte Leishmans gereifte Spielweise öffentlich, aber die erste englischen Liga stellte sich als eine Nummer zu groß für ihn dar. Nach der Verpflichtung des schottischen Landsmanns Willie Stevenson verließ Leishman die Reds im Januar 1963.
Leishmans nächste Station in der schottischen Heimat bei Hibernian Edinburgh war nur von kurzer Dauer und zur Saison 1956/66 nahm er ein Angebot der nordirischen Linfield FC als Spielertrainer an. Dort gewann er 1966 die nordirische Meisterschaft und wurde im selben Jahr als Spieler des Jahres („Ulster Footballer of the Year“) ausgezeichnet. Im Jahr darauf machte er mit seinen Mannen Furore im Europapokal der Landesmeister nach Siegen gegen den luxemburgischen Vertreter FC Aris Bonneweg sowie aus Norwegen Vålerenga Oslo – erst im Viertelfinale scheiterte Linfield knapp an ZSKA Sofia. Kurz darauf zog es ihn wieder zurück in die schottische Heimat, wo er beim FC Stranraer bis 1970 noch einmal 62 Zweitligapartien bestritt.

## Titel/Auszeichnungen
- Schottischer Pokal (1): 1959
- Nordirische Meisterschaft (1): 1966
- Nordirlands Fußballer des Jahres (1): 1966